# چریش (مای لاو)
«چریش (مای لاو)» (انگلیسی: Cherish (My Love)) ترانه‌ای از گروه دخترانه کره‌ای آیلیت برای دومین آلبوم چندآهنگهٔ گروه به نام آیل لایک یو (۲۰۲۴) است. این ترانه به عنوان تک‌آهنگ آغازین این آلبوم چندآهنگه در ۲۱ اکتبر ۲۰۲۴ توسط بیلیفت لب منتشر شد.

## پس‌زمینه و انتشار
در ۲۳ سپتامبر ۲۰۲۴، بیلیفت لب اعلام کرد که آیلیت قرار است دومین آلبوم چندآهنگهٔ خود با نام آیل لایک یو را در ۲۱ اکتبر منتشر کند. در ۷ اکتبر، فهرست قطعات منتشر شد و تک‌آهنگ آغازین با نام «چریش (مای لاو)» معرفی شد. شش روز بعد، یک ویدئو تیزر از بخش‌های مهم آلبوم منتشر شد. در ۱۷ اکتبر، قسمتی از طراحی رقص منتشر شد و یک روز بعد، تیزر موزیک ویدئو منتشر گردید. «چریش (مای لاو)» همراه با موزیک ویدئو و آلبوم چندآهنگه در ۲۱ اکتبر به صورت رسمی منتشر شد. نسخه ریمیکس این ترانه نیز در ۲۸ اکتبر منتشر شد.

## جدول‌های موسیقی
| جدول (۲۰۲۴)                       | بالاترین جایگاه |
| --------------------------------- | --------------- |
| گلوبال ۲۰۰ (بیلبورد)              | ۱۱۰             |
| هنگ کنگ (بیلبورد)                 | ۱۲              |
| ژاپن (ژاپن هات ۱۰۰)               | ۳۵              |
| تک‌آهنگ‌های ترکیبی ژاپن (اوریکون)   | ۴۳              |
| مالزی (بیلبورد)                   | ۲۴              |
| تک‌آهنگ‌های داغ نیوزیلند (آرام‌ان‌زی) | ۲۸              |
| سنگاپور (آرآی‌ای‌اس)                | ۲۲              |
| کره جنوبی (سرکل)                  | ۲۲              |
| تایوان (بیلبورد)                  | ۱۰              |

| جدول (۲۰۲۴)      | جایگاه |
| ---------------- | ------ |
| کره جنوبی (سرکل) | ۲۷     |

## تاریخچه انتشار
| منطقه | تاریخ         | فرمت                  | ورژن     | ناشر      |
| ----- | ------------- | --------------------- | -------- | --------- |
| مختلف | ۲۱ اکتبر ۲۰۲۴ | دانلود دیجیتال استریم | اورجینال | بیلیفت لب |
| مختلف | ۲۸ اکتبر ۲۰۲۴ | دانلود دیجیتال استریم | ریمیکس   | بیلیفت لب |